# 索爾特斯普林維爾 (紐約州)
索爾特斯普林維爾（英語：Salt Springville）是位於美國紐約州蒙哥馬利縣及奧齊戈縣的非建制地區。

## 歷史
索爾特斯普林維爾的郵局於1827年設立，其後於1843年停運。

## 地理
索爾特斯普林維爾所處的海拔為高於海平面302米（即991英呎），而該地所採用的時區為UTC-5，即北美东部时区（EST）。同時該地設有夏令時間，為UTC-5調快一小時，即UTC-4（EDT）。